# Los Homerun-Es
Los Homerun-Es de Yankee, Vol. 1 o mayormente conocido por su reedición como Los Homerun-Es es un álbum de grandes éxitos del cantante boricua Daddy Yankee. Para este álbum, Daddy Yankee regrabó varios de sus éxitos para conmemorar sus 10 años en la industria musical incluyendo canciones desde 1992 hasta 2002. Este álbum viene acompañado por un concierto en el Coliseo Roberto Clemente en Puerto Rico el cual contó con la participación de la mayoría de los colegas de Daddy Yankee. El álbum fue producido por Los Cangris Music Inc. y V.I. Music bajo la distribución y manufactura de V.I. Music. Incluso siendo este un álbum independiente, destacó a otros grandes artistas del reguetón, como Don Omar y Julio Voltio, llevándolos a ser conocidos mundialmente. Este álbum fue todo un éxito en su tierra natal Puerto Rico y fue abriendo camino para el éxito que sería su tercer álbum como solista. La canción Seguroski fue el éxito del año 2003, esta canción le abrió las puertas a Daddy Yankee en el mercado Anglo y posicionó al álbum en las listas de Billboard.

## Antecedentes
El álbum presenta las reediciones de grandes éxitos de Daddy Yankee en su mayoría de los años 90 y varias canciones nuevas, el álbum estuvo bajo la producción de DJ Blass, DJ Eric, DJ Urba & Rafy Mercenario. Este álbum presenta a un nuevo artista que ya había hecho su debut profesional junto a Héctor El Father y Tito el Bambino en el álbum la reconquista, este artista es Don Omar que junto a su dj y productor personal Eliel trabajaron en el éxito Gata Gangster, este último hizo su debut como productor junto a Daddy Yankee y Nicky Jam en el éxito La Gata del álbum Las Gargolas 3 en el año 2001. El Sencillo principal del álbum fue Seguroski bajo la producción de DJ Blass el vídeo fue grabado en Miami y fue dirigido por David Impelluso. Este presenta a Daddy Yankee en un club de estríperes junto a Don Omar y DJ Blass. Las canciones Donde mi no vengas, están locos, sigan brincando, me quedo, yamilette y ya va sonando son las primeras canciones que se convirtieron en éxito en Puerto Rico, originalmente producidas por Dj Playero en el año 1992 para el álbum Playero 37. Las canciones No te canses, el funeral junto a Julio Voltio fueron originalmente del año 1993 para el álbum Playero 38, en este tema, Julio Voltio y Daddy Yankee, se unieron para tirarle al productor de Pina Records, Raphy Pina en dicho tema, debido a que ambos artistas tuvieron problemas personales con el productor de Pina Records, Raphy Pina para ese tiempo. La canción Donde están las giales, originalmente producida por DJ Nelson en el año 1996 para el álbum de Memo & Vale, Sueños de Destrucción, esta fue la primera colaboración de Daddy Yankee y DJ Nelson. Las canciones Soy pelion y muerte yo le doy fueron del álbum Playero 36 del año 1992. La canción Baila Girl originalmente titulada Te Ves Bien que formó parte del álbum Playero 39 del año 1995. El tema Todo hombre llorando por ti fue parte del primer álbum de Las Gárgolas del año 1998 originalmente producida por DJ Goldy. La canción Camuflash originalmente fue parte del álbum Playero 40 del año 1996. Que la enamoren originalmente fue lanzada por El Cartel/Guatauba en el año 1998 para la producción de Dj Benny Blanco Tierra de Nadie, esta canción tenía la pista de la canción de Michael Jackson Thriller. La canción Corrupto oficial originalmente lanzada como un Bonus track del CD Playero 39 bajo la producción de DJ Black y DJ Playero. Por último el primer Mix Rap no fue regrabado, son las versiones originales de la canción The Profecy de Daddy Yankee y Nas producida por Dr. Butcher y DJ Playero para el álbum Boricua Guerrero del año 1997. La siguiente es la canción en contra del rapero Tempo que para ese entonces recién estaba en la prisión cumpliendo condena por narcotráfico, Mi Fanático lanzada en el álbum El Cartel 2: Los Cangris del año 2001. La última del Mix Rap 1 es una fusión de salsa con Hip Hop producida por DJ Nelson junto a los artistas Yaviah & Notty para el álbum The Flow del año 1997. Por último el Mix Rap 2 trae los 2 temas de Hip Hop más importantes de su anterior álbum El Cangri.Com, los cuales son Sigo Algare y Enciende ambos producidos por DJ Dicky. El último track fue parte del segundo álbum de las gárgolas titulado Las Gárgolas 2 del año 1999, el tema titulado Calibre de Mas Poder.

## Lista de canciones
| N.º | Título | Escritor(es)                  | Productor(es)              | Duración |  |
| 1.  | «Intro» | Ramón Ayala                   | DJ Blass & DJ Urba         | 2:24     |  |
| 2.  | «Seguroski» | Ramón Ayala                   | DJ Blass                   | 3:13     |  |
| 3.  | «Música Killa» (ft. Nicky Jam)                                                                                       | Ramón Ayala & Nick Rivera     | DJ Urba & DJ Pablo         | 3:56     |  |
| 4.  | «Gata Gangster» (ft. Don Omar)                                                                                       | Ramón Ayala & William Landron | Eliel & DJ Urba            | 3:38     |  |
| 5.  | «Flow Gansteril» | Ramón Ayala                   | DJ Blass                   | 3:19     |  |
| 6.  | «Mejor que tu ex» (Remix)                                                                                            | Ramón Ayala                   | DJ Pablo                   | 2:48     |  |
| 7.  | «Donde mi no vengas»                                                                                                 | Ramón Ayala                   | DJ Urba & Rafi Mercenario  | 1:58     |  |
| 8.  | «Están locos» | Ramón Ayala                   | DJ Urba & Rafi Mercenario  | 1:24     |  |
| 9.  | «Sigan brincando» | Ramón Ayala                   | DJ Urba & Rafi Mercenario  | 1:30     |  |
| 10. | «Me quedo» | Ramón Ayala                   | DJ Urba & Rafi Mercenario  | 1:11     |  |
| 11. | «Yamilette» | Ramón Ayala                   | DJ Urba & Rafi Mercenario  | 1:37     |  |
| 12. | «Ya va sonando» | Ramón Ayala                   | DJ Urba & Rafi Mercenario  | 1:43     |  |
| 13. | «El Gistro Mix» (Interlude)                                                                                          | Ramón Ayala                   | DJ Urba & Rafi Mercenario  | 3:03     |  |
| 14. | «No te canses/Mi funeral» (ft. Julio Voltio)                                                                         | Ramón Ayala & Julio Ramos     | DJ Blass & DJ Urba         | 4:11     |  |
| 15. | «Donde están las Giales»                                                                                             | Ramón Ayala                   | DJ Pablo & Rafi Mercenario | 2:34     |  |
| 16. | «Soy pelión/Te viene a cantar/Muerte yo le doy»                                                                      | Ramón Ayala                   | DJ Pablo & Rafi Mercenario | 2:23     |  |
| 17. | «Baila Girl/Todo hombre llorando por ti»                                                                             | Ramón Ayala                   | DJ Eric                    | 3:00     |  |
| 18. | «Camuflash» | Ramón Ayala                   | DJ Eric                    | 2:32     |  |
| 19. | «Que la enamoren» | Ramón Ayala                   | DJ Eric                    | 3:19     |  |
| 20. | «Abuso oficial/No problema»                                                                                          | Ramón Ayala                   | DJ Eric                    | 3.10     |  |
| 21. | «Mix Rap 1» (- 30,30 "Boricua Guerrero 1997" - Mi Fanático "El Cartel II 2001" - Se Acelera El Flow "The Flow 1997") | Ramón Ayala                   | DJ Urba                    | 4:51     |  |
| 22. | «Mix Rap 2» (- Sigo Algare "El Cangri.com 2002" - Enciende "El Cangri.com 2002" - Calibre "Gargolas II 1999")        | Ramón Ayala                   | DJ Urba                    | 5:47     |  |
| 23. | «Seguroski» (Bachata Remix)                                                                                          | Ramón Ayala                   | Eliel & DJ Eric            | 3:43     |  |
| 24. | «Outro» (Anuncio Barrio Fino)                                                                                        | Ramón Ayala                   | DJ Blass                   | 0:59     |  |

Notas
- A pesar de ser un álbum recopilatorio, el cantante decidió regrabar cada una de las canciones que aparecen el disco, exceptuando los Rap Mix y las primeras canciones de este ya que son exclusivas del disco.[3]
- Contó con una reedición lanzada en 2005, el cual fue lanzada por Machete Music y VI Music tras el acuerdo entre estas compañías. La versión fue lanzada al mercado el 29 de marzo del 2005 y fue la que más se posicionó en listas de Billboard.[4] Además de recibir tres estrellas y media de cinco por Allmusic.[4]

## Créditos
- Daddy Yankee - Productor ejecutivo, coproductor musical (track 1 a 24)
- Juan Vidal - Productor ejecutivo
- DJ Creepy - Ingeniero de grabación
- Néstor Salomón - Ingeniero de masterización
- DJ Urba - Ingeniero de Mezcla

## Posicionamiento en listas

### Edición 2003
| Chart (2003)                      | Peak Position |
| --------------------------------- | ------------- |
| US Heatseekers Albums (Billboard) | 29            |
| US Catalog Albums (Billboard)     | 20            |
| US Independent Albums (Billboard) | 17            |
| US Latin Albums (Billboard)       | 8             |
| US Latin Pop Albums (Billboard)   | 5             |

### Edición 2005
| Chart (2005)                   | Peak Position |
| ------------------------------ | ------------- |
| US Billboard 200               | 158           |
| US R&B Albums (Billboard)      | 63            |
| US Latin Albums (Billboard)    | 7             |
| US Tropical Albums (Billboard) | 4             |
| US Reggae Albums (Billboard)   | 3             |